# Il grande McGinty
Il grande McGinty (The Great McGinty) è un film del 1940 scritto e diretto da Preston Sturges.

## Produzione
Il film rappresentava una denuncia sulla corruzione politica.
Fu girato a bassissimo costo; detiene il primato per il più basso compenso mai pagato per una sceneggiatura di un film prodotto da una Major di Hollywwod: la Paramount pagò Sturges solamente 10 dollari, somma simbolica in quanto Sturges era uno sceneggiatore alla sua prima prova da regista.

## Distribuzione
Fu distribuito nel Regno Unito a partire dal 19 luglio 1940 e negli Stati Uniti dal 24 luglio 1940. In Italia non fu mai distribuito nei cinematografi; fu trasmesso per la prima volta in televisione il 31 marzo 1976, all'interno di un ciclo di quattro film dedicato al regista Sturges, con l'edizione italiana approntata per l'occasione.

## Accoglienza

### Critica
(Ugo Buzzolan, La Stampa, 2 aprile 1976)
(Gianni Volpi, I mille film. Guida alla formazione di una cineteca, 2017)

## Riconoscimenti
- 1941 – Premi Oscar
  - Oscar alla migliore sceneggiatura originale